# قلنسوي برتقالي
قلنسوي برتقالي (الاسم العلمي: Mycena aurantiaca) (Mycena strobilinoides) هو نوع من الفطريات يتبع جنس القلنسوي من الفصيلة القلنسوية.